# Haemabasis pulchrifascia
Haemabasis pulchrifascia är en fjärilsart som beskrevs av Gustaaf Hulstaert 1924. Haemabasis pulchrifascia ingår i släktet Haemabasis och familjen nattflyn. Inga underarter finns listade i Catalogue of Life.